# 小行星7844
小行星7844（英語：7844 Horikawa）是一颗围绕太阳公转的小行星。1995年12月21日，小林隆男在大泉町发现了此天体。
这颗小行星的绝对星等为115.0616003870615等。